# مزرعه خلیل روشن و امیرخاموشی
مزرعه خلیل روشن و امیرخاموشی یک آبادی در ایران است که در استان یزد واقع شده‌است.